# Rhinocypha cucullata
Rhinocypha cucullata är en trollsländeart som först beskrevs av Selys 1873.  Rhinocypha cucullata ingår i släktet Rhinocypha och familjen Chlorocyphidae. Inga underarter finns listade i Catalogue of Life.